# Gerard le Heux
Gerard le Heux   (Deventer, 7 de maig de 1885 - la Haia, 8 de juny de 1973) va ser un genet neerlandès que va prendre part en els Jocs Olímpics de 1928 i 1936.
Als Jocs d'Amsterdam de 1928 va guanyar la medalla de bronze en la prova de doma per equips, amb el cavall  Valérine, mentre en la prova de doma individual fou dotzè. Als Jocs de Berlín de 1936 tornà a disputar dues proves del programa d'hípica. Fou cinquè en la doma per equips i dinovè en la doma individual, en ambdues proves amb el cavall Zonnetje.